# Rutgers (kenniscentrum)
Rutgers is een Nederlands kenniscentrum voor seksualiteit en seksuele gezondheid. Rutgers bestaat sinds 1 januari 2011 en komt voort uit een fusie van de Rutgers Nisso Groep en de Wereldbevolkingsstichting. De organisatie werkt zowel in Nederland als in het buitenland, voornamelijk in ontwikkelingslanden.
Het kenniscentrum werkt aan gelijkwaardige seksuele verhoudingen, behoud en verbetering van seksueel welzijn en reproductieve gezondheid, behoud van seksuele en reproductieve rechten en de emancipatie van bijzondere groepen. Het is vernoemd naar de Nederlandse neomalthusianist Jan Rutgers. 

## Geschiedenis
De voorgeschiedenis van de organisatie begon al in 1881 met de oprichting van de Nieuw-Malthusiaanse Bond, die in 1946 overging in de Nederlandse Vereniging voor Seksuele Hervorming (NVSH). De Rutgers Stichting is vanuit de NVSH ontstaan en deed de hulpverlening op het gebied van seksuele problemen en anticonceptie. De Rutgers Nisso Groep ontstond in 1999 uit een fusie van de Rutgers Stichting en het Nederlands Instituut voor Sociaal Sexuologisch Onderzoek (NISSO). De Rutgers Stichting hield zich bezig met hulpverlening en voorlichting, het NISSO deed onderzoek. Na een nieuwe fusie op 1 januari 2011 met de World Population Foundation (WPF) noemde de organisatie zich Rutgers WPF. Sinds 2015 heet de instelling Rutgers.

## Werkwijze
Rutgers ondersteunt professionals en intermediaire doelgroepen bij seksuele voorlichting en hulpverlening. Dit gebeurt door onderzoek, documentatie, ontwikkelen van materialen, advies en pleitbezorging. De organisatie geeft ook direct voorlichting aan de uiteindelijke doelgroepen zoals jongeren, migranten en gehandicapten. Ze maakt voor verschillende leeftijdscategorieën passend informatiemateriaal over seksualiteit dat onder andere op scholen wordt gebruikt. 
Een project voor de Nederlandse televisie waaraan medewerking werd verleend was het kinderprogramma Gewoon Bloot van de NTR. Hierin werd het menselijk lichaam in al zijn hoedanigheden getoond en besproken. Vanuit meerdere kringen leidde dit tot kritiek.

## Financiering
De financiering van Rutgers bestaat deels uit een jaarlijkse subsidiëring door de Nederlandse overheid (het ministerie van Volksgezondheid, Welzijn en Sport en het ministerie van Buitenlandse Zaken) en deels door projectfinanciering via fondsen zoals ZonMw, het VSBfonds, Stichting Kinderpostzegels, Fonds Wetenschappelijk Onderzoek Seksualiteit, het Innovatiefonds Zorgverzekeraars, MFS-subsidie en de Postcodeloterij.